# Eois brunnea
Eois brunnea là một loài bướm đêm trong họ Geometridae.